# Aeroportul Tikapur
Aeroportul Tikapur (IATA: TPU, ICAO: VNTP) este un aeroport din Nepal ce deservește zona Tikapur⁠(d). A fost numit după zona deservită.
Situat la o altitudine de 159 m, aeroportul dispune de o singură pistă.